# WWF WrestleMania: Steel Cage Challenge
 (octobre 2019).
Si vous disposez d'ouvrages ou d'articles de référence ou si vous connaissez des sites web de qualité traitant du thème abordé ici, merci de compléter l'article en donnant les références utiles à sa vérifiabilité et en les liant à la section « Notes et références ».
WWF WrestleMania: Steel Cage Challenge est un jeu vidéo de catch professionnel basé sur la  World Wrestling Federation, commercialisé en 1992 par Acclaim Entertainment sur consoles NES et Sega Master System ainsi que sur console portable Sega Game Gear. Les modes varient entre matchs à un contre un, tag team, WWF Championship (dans lequel le joueur choisit son personnage et combat les autres pour devenir WWF Champion) et Tag Team Championship.
La version NES expose dix personnages : Hulk Hogan, Randy Savage, I.R.S., Ted DiBiase, Jake Roberts, Roddy Piper, Bret Hart, Sid Justice, The Undertaker et The Mountie.
La version Sega expose également dix personnages Hulk Hogan, Randy Savage, I.R.S., Ted DiBiase, Ric Flair, Tatanka, Bret Hart, Papa Shango, The Undertaker et Shawn Michaels.
Chacun des catcheurs possèdent les mêmes types de mouvements qui consistent entre autres à donner des coups de poing et coups de pied, faire des prises (body slam, throw, coups de boule), des attaques rapides (flying clothesline, dropkick) et des attaques au sol. Aucune prise de finition n'est exposée. Cependant, c'est le premier jeu vidéo pour console de salon basé sur la WWF à montrer des matchs en cage (les premiers matchs en cage étaient auparavant exposés dans jeu d'arcade WWF WrestleFest).